# Antoine Romain Coquebert de Montbret
Pour les articles homonymes, voir Coquebert.
Antoine Romain Coquebert de Montbret, né le 6 avril 1767 à Saint-Germain-en-Laye et décédé le 30 mars 1829 à Paris, est un militaire français, aide de camp du général Custine en 1792 et 1793.

## Biographie
Il est issu d'une vieille famille rémoise des Coquebert qui donnait des lieutenants des habitants à la ville. Cette branche s'en différencie en ajoutant le nom de Monbret. 
Il est le troisième fils de Jean-François Coquebert, conseiller du roi (1713-1789) qui avait épousé en 1752 Geneviève Eugénie Hazon, il est le frère d'Antoine Jean Coquebert (1753-1825) et de Charles Etienne Coquebert de Montbret.
Sortant de l'école royale du génie de Mézières, il devient sous-lieutenant le 1er janvier 1784 puis lieutenant en second le 1er janvier 1786. En 1789, il intègre le bureau du Génie du Havre. Durant l'année 1789, il accompagne son frère Charles  en Irlande. Le 15 juillet 1791, il est promu capitaine.
Le 9 mai 1792, il devient l'aide de camp du général Custine qui l'a repéré lors d'une inspection. Custine le considère comme un officier intelligent et bon républicain. En avril 1793, convaincu que son supérieur s'apprêtait à trahir la République, il le menace de son pistolet mais retourne finalement son arme sur lui. Blessé, il est sauvé et envoyé par Custine devant la Convention nationale afin qu'il puisse réitérer ses accusations.
Le 26 avril, il écrit au président de la Convention nationale que ses blessures lui permettront de se rendre à Paris mais qu'il considère ce voyage comme inutile car ses déclarations seront les mêmes que celles du général Custine. 
Il est ensuite affecté à l'armée de la Moselle comme lieutenant-colonel sous les ordres du général Houchard. Durant la nuit du 6 au 7 septembre 1793, il est fait prisonnier et interné en Hollande puis en Angleterre sur un ponton à Portsmouth. Compris dans un échange de prisonniers, il retrouve sa famille et entreprend des études de sciences et de mathématiques. En 1795, sa santé mentale se dégradant, il est interné dans une maison de santé pendant plus de 30 ans.